# Poul Morell Nielsen
Poul Morell Nielsen, född 3 maj 1919 i Ålborg, död 14 november 1990 i Lemvig, var en dansk arkitekt, som blivit känd i efterhand som "Sköldpaddespionen" under den tyska ockupationen av Danmark under andra världskriget.
Poul Morell Nielsen kom till Lemvig i slutet av 1943 för att arbeta på en jylländsk byggfirma, som visade sig i huvudsak bygga för ockupationsmakten. Han ritade av plandokument beträffande Festung Thyborøn och blev spion för Storbritannien, som fick hans teckningar och kartor via den danska motståndsrörelsen till Sverige och via kurirplan till London. Som signatur använde han en enkel bild på en piprökande sköldpadda.
I december 1943 besökte den tyske fältmarskalken Erwin Rommel Thyborøn för att inspektera bunkerbyggena. Han beordrade då att bunkrarna skulle maskeras som byggnader av andra slag, som man hade gjort i Atlantvallen i Frankrike. Uppdraget gick till Poul Morell Nielsen, som ritade bunkrar kamouflerade som bostadshus i sanddynerna, fabriksbyggnader och sommarhus.
Morell Nielsens insända dokument sändes efter andra världskriget till Danmark och arkiverades i Frihedsmuseets arkiv. Upphovsmannen till de dokument, som var signerade med en bild av en piprökande sköldpadda, var då inte känd, men begreppet "Skildpannespionen" myntades. Poul Morell Nielsens identitet avslöjades 1989. 
Poul Morell Nielsen var gift med konstnären Ruth Smith från Färöarna. Paret hade två barn. Familjen flyttade 1949 till Färöarna och bosatte sig i Nes. Efter hustruns död 1958 flyttade Poul Nielsen Morell tillbaka till Danmark.